# 티무르 사핀
티무르 마르셀레비치 사핀(러시아어: Тиму́р Марсе́левич Са́фин, 러시아어 발음: [tʲɪˈmur ˈmarsʲɪlʲvʲɪtɕ ˈsafʲɪn], 1992년 11월 13일~)은 러시아의 펜싱 선수로 주 종목은 플뢰레이다. 2014년 세계 선수권 대회에서 동메달을 획득한 후 2016년 하계 올림픽에서 단체전 금메달, 개인전 동메달을 획득했다.